# Comportement
Comportement è un singolo della cantante francese Aya Nakamura, pubblicato il 27 giugno 2017.

## Video musicale
Il video musicale è stato reso disponibile il 27 giugno 2017.

## Tracce
Testi e musiche di Aya Nakamura e Christopher Ghenda.
1. Comportement – 2:53

## Formazione
- Aya Nakamura – voce
- Chris Mouyenne – produzione

## Classifiche
| Classifica (2016-17) | Posizione massima |
| -------------------- | ----------------- |
| Francia              | 13                |
| Belgio (Vallonia)    | 40                |